# Rio do Sono
O rio do Sono é um curso de água que banha o estado de Tocantins, no Brasil. É o maior rio totalmente localizado no estado. Deságua no rio Tocantins, entre as cidades de Pedro Afonso e Bom Jesus do Tocantins.